# Aleksei Dréiev
Aleksei Serguéievitx Dréiev (en rus: Алексей Сергеевич Дреев) és un jugador d'escacs rus nascut el 30 de gener de 1969 a Stavropol, que té el títol de Gran Mestre des de 1989. Ha format part de l'elit mundial des de mitjan anys 1990.
A la llista d'Elo de la FIDE del juliol de 2021, hi tenia un Elo de 2647 punts, cosa que en feia el jugador número 22 (en actiu) de Rússia, i el 101è millor jugador del rànquing mundial. Va obtenir un primer màxim nivell de Elo de 2.705, a l'octubre de 2003 i novament a l'abril de 2005. El seu màxim Elo va ser de 2711 punts, a la llista de juliol de 2011 (posició 31 al rànquing mundial).

## Resultats destacats en competició
El 1983 fou tercer al Campionat de l'URSS Sub-18 rere el campió Rustem Dautov, i Vladímir Iepixin (2n). El mateix any es proclamà Campió del món Sub-16 a Bucaramanga, un títol que repetiria l'any següent a Champigny-sur-Marne. El 1984 fou segon al Campionat del món juvenil a Kiljava, rere Curt Hansen. Es va proclamar Campió d'Europa juvenil el 1988/89, a Arnhem, empatat amb el també soviètic Borís Guélfand.
El 1995 guanyà el fort Torneig Magistral del Festival d'escacs de Biel, a Suïssa. El 2003 guanyà la North Sea Cup a Esbjerg (ex aequo amb Krishnan Sasikiran i Luke McShane). El 2004 fou cinquè al prestigiós Aeroflot Open. També el 2004 participà en el II Matx Rússia-Xina, a Moscou, com a primer tauler de l'equip rus, i hi feu 4/6 punts. El 2005 va ser estat Campió d'Espanya per Equips de Divisió d'Honor, formant part del Club d'Escacs Reverté Albox - Costa de Almería.
A final de 2005, va participar en la Copa del món de 2005 a Khanti-Mansisk, un torneig classificatori per al cicle del Campionat del món de 2007, on va tenir una bona actuació, tot i que fou eliminat de la lluita pel títol en quarta ronda (vuitens de final) per Borís Guélfand. No obstant, va continuar competint en lluita per les places 9a a 16a, i fou finalment tretzè. El 2007, empatà al primer lloc amb Aleksandr Dèltxev al 4t Open Master al sisè Festival Internacional d'escacs de Benidorm El novembre del 2008 es proclamà campió del Magistral Ciutat de Barcelona.
El 2010, empatà als llocs 2n-7è amb Oleksandr Aresxenko, Ivan Sokolov, Vladímir Fedosséiev, Dmitri Andreikin i Konstantín Sakàiev al Memorial Txigorin (el campió fou Eltaj Safarli).
També el 2010, empatà als llocs 2n-7è al torneig Mayor's Cup de Mumbai (el campió fou Dmitri Kókarev).
També el 2010, va empatar als llocs 1r-6è amb Dmitri Kókarev, Martyn Kravtsiv, Maksim Túrov, Baskaran Adhiban i Aleksei Aleksàndrov al II Obert Orissa a Bhubaneshwar. El desembre de 2011 va empatar als llocs 1r–3r amb Hrant Melkumian i Radoslaw Wojtaszek al Campionat d'Europa d'escacs Blitz, disputat a Polònia, i fou segon per desempat.
Fou novè al Campionat d'Europa d'escacs individual de 2013 a Legnica, Polònia, empatat amb altres jugadors amb 8 punts d'11 possibles (el campió fou Oleksandr Moissèienko). L'agost de 2013 participà en la Copa del Món de 2013, on va tenir una actuació regular, i arribà a la tercera ronda, on fou eliminat per Dmitri Andreikin 2-4. El gener de 2016 fou 1r-3r (tercer en el desempat) del Tata Steel Challangers amb 9 punts de 13 (el campió fou Baskaran Adhiban).
El setembre de 2017, va disputar la Copa del Món 2017. Hi va vèncer Axel Bachmann +2–0=0 en primera ronda, i fou eliminat per Magnus Carlsen +2–0=0 en la segona.

### Participació en olimpíades d'escacs
Dréiev ha participat, representant Rússia, en cinc Olimpíades d'escacs entre els anys 1992 i 1998 i 2004 (un cop com a 1r tauler), amb un resultat de (+15 =23 –6), per un 60,2% de la puntuació. L'equip de Rússia on Dréiev estava integrat va ser medalla d'or en els 1992, 1994 i 1996, i medalla de plata el 2004.